# Calamospiza melanocorys
El chingolo albinegro o llanero alipálido (Calamospiza melanocorys) es una especie de ave paseriforme de la familia Passerellidae del oeste de América del Norte. Anida en Canadá y los Estados Unidos e inverna en el sur de este último país y en México. Forma parte del género monotípico Calamospiza.

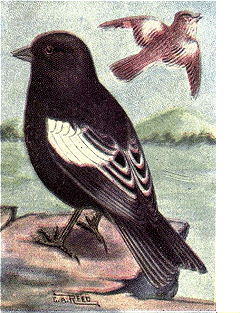
Macho negro en verano y hembra en vuelo.

Con una longitud entre 15 y 19 cm, es un ave relativamente grande dentro de su familia. Es una especie con marcado dimorfismo sexual únicamente en verano. Los machos en verano son casi completamente negros, con una mancha blanca muy evidente en el ala y algo más de blanco en las plumas cobertoras inferiores de la cola. Hembras, individuos juveniles y machos en invierno tienen las partes ventrales blancas y las dorsales pardas; el pecho y la espalda están manchados y en el ala presentan una mancha blanca que sin embargo no siempre es perceptible.
Habitan en áreas abiertas y planas. Se alimentan en el suelo, principalmente de insectos en verano y de semillas en invierno. En época reproductiva pueblan pastizales y zonas de vegetación arbustiva en el suroeste de Canadá y el centro y oeste de los Estados Unidos. En invierno migran en bandadas numerosas hacia Texas y el norte y centro de México, donde pueblan regiones áridas en Sonora y el Altiplano Central hasta la región del Bajío. En la temporada invernal son muy gregarios, formando grandes grupos alimenticios.
En época reproductiva, el macho canta durante el vuelo para marcar su territorio. Su canto es melodioso y recuerda al del cardenal rojo (Cardinalis cardinalis). La hembra construye un nido en forma de taza sobre el suelo, entre el pastizal.